# Whiterocks
Whiterocks – jednostka osadnicza w Stanach Zjednoczonych, w stanie Utah, w hrabstwie Uintah.